# 安西镇 (信丰县)
安西镇，是中华人民共和国江西省赣州市信丰县下辖的一个乡镇级行政单位。

## 行政区划
安西镇下辖以下地区：
安西社区、大星村、安芫村、桐梓村、上迳村、莲丰村、兰塘村、岗背村、窑岗村、禾星村、香山村、兰田村、田垄村、崇墩村和热水村。